# فبراير 2006
فبراير 2006 هو الشهر الثاني من عام 2006. بدأ الشهر يوم الأربعاء، وانتهى يوم الثلاثاء بعد 28 يومًا.

## بوابة:أحداث جارية
| \| 13 فبراير 2006 (الإثنين) \| عدل \| تاريخ \| راقب \| تصفح \| |     |       |      |      |
| - إساءة جنود بريطانيين لصبيان عراقيين في معسكر للجيش البريطاني بالعراق (الجزيرة.نت). - الشرطة العسكرية البريطانية تقبض مساء الاحد على شخص على خلفية نشر صحيفة بريطانية لصور تظهر انتهاكات اقترفها جنود بريطانيون بحق عدد من الصبية العراقيين. (بي بي سي) - غوغل ديسكتوب تشكل خطرا على خصوصية المستخدمين لأنها تسمح لموقع غوغل بحفظ معلومات شخصية عن المستخدم لمدة 30 يوما (BBC arabic) - استئناف جلسات محاكمة صدام حسين والمحكمة تجبر صدام حسين ومساعديه على حضور جلستها العاشرة بالقوة (سي إن إن). - حسن العبيدي مدير المخابرات من عام 1981 إلى عام 1991 وأحمد خضير المدير السابق لمكتب صدام حسين قالا انهما أجبرا على الادلاء بالشهادة في المحكمة. (بي بي سي) - انتشار الفيروس المسبب لمرض انفلونزا الطيور في إيطاليا واليونان (سي إن إن). - فنزويلا انها ترحب باستقبال قادة حماس (إيلاف) - الامين العام لمجلس التعاون لدول الخليج العربية يدعو الاتحاد الأوروبي إلى ضرورة وضع التشريعات اللازمة التي تحول دون التطاول على الإسلام. (إيلاف) - الأمين العام للامم المتحدة كوفي عنان يدعو إيران إلى بدء جولة مباحثات جديدة حول برنامجها النووي بحلول مارس. (بي بي سي) - رئيس الوزراء الفرنسي دومينيك دو فيلبان يقول إن أوروبا مستعدة للتفاوض مع إيران حول برنامجها النووي - شريطة توافر ضمانات جديدة. (بي بي سي) - المجلس التشريعي الفلسطيني المنصرف صوت لمنح رئيس السلطة الفلسطينية، محمود عباس، صلاحيات إضافية وذلك قبل تشكيل المجلس التشريعي الجديد وحماس تصف هذه الخطوة بأنها انقلاب أبيض على المجلس الجديد. (بي بي سي) - سولانا يقول إن الاتحاد الأوروبي سيبذل أقصى ما بوسعه لتجنب تكرار أزمة الصور المهينة للإسلام. (بي بي سي) - جماعة الإخوان المسلمين تنتقد مقترحات الحكومة المصرية بتأجيل الانتخابات البلدية لمدة عامين. (بي بي سي) - قتلى وجرحى في تفجيرات متفرقة في العراق (بي بي سي) - تقرير للجنة في الكونغرس الأمريكي يلوم الحكومة الأمريكية على ضعف الاستجابة لآثار الاعصار كاترينا (بي بي سي) - واشنطن تحضر لقصف عسكري لمواقع إيران النووية (بي بي سي) |     |       |      |      |
| 13 فبراير 2006 (الإثنين) | عدل | تاريخ | راقب | تصفح |

| 13 فبراير 2006 (الإثنين) | عدل | تاريخ | راقب | تصفح |

| \| 14 فبراير 2006 (الثلاثاء) \| عدل \| تاريخ \| راقب \| تصفح \| |     |       |      |      |
| - اللبنانيون يحيون الذكرى السنوية الأولى لاغتيال رئيس الوزراء اللبناني السابق رفيق الحريري. (بي بي سي) - - محاكمة سلوبودان ميلوسيفتش رئيس يوغسلافيا السابقة، أمس الاثنين عامها الخامس ويتوقع أن تنتهي هذا العام. (الجزيرة نت) - - جددت الولايات المتحدة دعمها للدانمارك في مواجهة غضب العالم الإسلامي، بسبب الرسوم الكاريكاتورية المسيئة للنبي الكريم محمد صلى الله عليه وسلم (الجزيرة نت) - - اعتبرت مسودة تقرير للأمم المتحدة تم تسريبها لوسائل الإعلام أن معاملة السجناء في معتقل جوانتانامو تشكل تعذيبا في بعض الحالات، وأنها تنتهك بنود القانون الدولي (بي بي سي) - الجنة الآن مرشح للأوسكار،أعلنت لجنة الجوائز السنوية للسينما الأمريكية (لجنة "الأوسكار")،عن ترشيح الفيلم الفلسطيني، "الجنة الآن"، لجائزة أوسكار أفضل فيلم أجنبي، في المسابقة التي ستجري في الخامس من شهر آذار المقبل في لوس أنجيلس في هوليوود. (عرب 48) - صحيفة نيويورك تايمز تقول ان مسؤولين أمريكيين وإسرائيليين يناقشون سبلا لعزل وزعزعة استقرار حركة حماس (رويترز) - - الامين العام للامم المتحدة كوفي عنان أبلغ الرئيس الأمريكي جورج بوش أنه سيحتاج إلى مساعدة واشنطن لتجميع قوة للمنظمة الدولية لوقف أعمال القتل في منطقة دارفور بغرب السودان. (رويترز) - - وزارة الخارجية الكورية الجنوبية ترشح وزير الخارجية بان كي مون سينافس على الفوز بمنصب الامين العام للامم المتحدة ليصبح بذلك واحدا بين عدد قليل من المرشحين المعلنين لخلافة كوفي عنان. (رويترز) - - قال الامين العام للامم المتحدة كوفي عنان أنه يجب على حكومتي إيران وسوريا وغيرهما من الحكومات التي فشلت في حماية السفارات الأجنبية أثناء الاحتجاجات على الرسوم الكاريكاتيرية المسيئة للنبي محمد أن تدفع تعويضات عن الاضرار التي لحقت بتلك السفارات. (رويترز) |     |       |      |      |
| 14 فبراير 2006 (الثلاثاء) | عدل | تاريخ | راقب | تصفح |

| 14 فبراير 2006 (الثلاثاء) | عدل | تاريخ | راقب | تصفح |

| \| 15 فبراير 2006 (الأربعاء) \| عدل \| تاريخ \| راقب \| تصفح \| |     |       |      |      |
| - رفضت المحكمة الدستورية الألمانية قانونا يسمح للجيش بإسقاط طائرات ركاب للاشتباه في تعرضها للاختطاف على يد إرهابيين. (بي بي سي) - أول حالتين في ألمانيا، بجعتين نفقتا في شمالي ألمانيا مصابتان بفيروس انفلونزا الطيور من نوع H5N1 القاتل. (بي بي سي) - محكمة إندونيسية تحكم بالإعدام رميا بالرصاص على أستراليين إثنين بعد إدانتهما بتهريب الهيروين من جزيرة بالي (بي بي سي) - رئيس المفوضية الأوروبية خوسيه مانويل باروسو يدعم للدنمارك، مقابل الانتقادات من الدول الإسلامية بسبب نشرها لرسوم كاريكاتورية مسيئة للرسول محمد. (بي بي سي) - الاتحاد الأوروبي ساند الدنمرك في الخلاف حول رسوم الكاريكاتير التي تصور النبي محمد (رويترز) - تكثف الحكومة الأسبانية والجالية المسلمة المعتدلة من مبادرات التهدئة في اطار قضية الرسوم الكاريكاتورية المسيئة للنبي محمد، مع تطبيق فكرة "تحالف الحضارات" التي اطلقها رئيس الوزراء خوسيه لويس ثاباتيرو اثر الاعتداءات التي نفذها إسلاميون في مدريد (ميدل ايست اونلاين) - عبرت وزيرة الخارجية السويسرية ميشلين كالمي ري عن أن "لحرية الصحافة حدودا لا يجب تجاوزها".إذ اعتبرت السيدة كالمي ري لصحفيتي تسونتاغس بليك وتسونتاغس تسايتونغ، أن "نشر الصور بغرض إثارة مشاعر المسلمين أمر غير مقبول". (سويس إنفو) - تستمر فعاليات الألعاب الأولمبية الشتوية في مدينة تورينو الإيطالية في 15 لعبة رياضية حتى 26 فبراير وذلك بمشاركة أكثر من 2500 رياضية ورياضي من 85 بلدا بينهم ثلاث دول عربية هي لبنان والمغرب والجزائر. - نشر صحف أسترالية صور جديدة لتعذيب سجناء أبوغريب (رويترز) (اوروكنت.إنفو بالإنجليزية) - وصل الرئيس الأفغاني حامد كرزاي إلى باكستان لمناقشة كيفية منع هجمات حركة طالبان على الحدود الباكستانية الأفغانية. (بي بي سي) - صوت مجلس العموم الاربعاء على مشروع قانون يجرم تمجيد الارهاب. (بي بي سي) - اعترف نائب الرئيس الأمريكي ديك تشيني بمسؤوليته عن إطلاق النار على محام يدعى هاري ويتينجتون في حادث صيد. (بي بي سي) |     |       |      |      |
| 15 فبراير 2006 (الأربعاء) | عدل | تاريخ | راقب | تصفح |

| 15 فبراير 2006 (الأربعاء) | عدل | تاريخ | راقب | تصفح |

| \| 16 فبراير 2006 (الخميس) \| عدل \| تاريخ \| راقب \| تصفح \| |     |       |      |      |
| - - قناة SBS التلفزيونية الأسترالية يعرض صور انتهاكات جديدة في سجن أبو غريب في العراق وذلك ضمن برنامجها Dateline، بما ذلك إجبارهم على القيام بممارسات جنسية أمام الكاميرا سي إن إن. - - قالت الولايات المتحدة ان الصور الجديدة التي بثتها قناة SBS التلفزيونية الأسترالية كان يجب الا تنشر(بي بي سي) - الاتحاد الدولي لكرة القدم (الفيفا) يصدر توزيع التصنيف العالمي للمنتخبات الوطنية لكرة القدم، وحافظت فيه البرازيل على المركز الأول وتقدم المنتخب المصري إلى المركز السابع عشر، حيث قفز 15 مركزاً دفعة واحدة سي إن إن. - - طالبت مجموعة من الدول الأوروبية، من بينها فرنسا وألمانيا وهولندا، مزارعيها بالابقاء على دواجنهم داخل حظائرها لوقف انتشار انفلونزا الطيور بعد أن اعلنت ألمانيا إن بجعتين نفقتا في جزيرة "رويغين" في بحر البلطيق شمال البلاد بعد اصابتهما بفيروس انفلونزا الطيور بي بي سي. - - تستمر فعاليات الألعاب الأولمبية الشتوية في مدينة تورينو الإيطالية في 15 لعبة رياضية حتى 26 فبراير وذلك بمشاركة أكثر من 2500 رياضية ورياضي من 85 بلدا بينهم دولتين عربيتين هي لبنان والجزائر. - - أعلنت حركة المقاومة الإسلامية حماس عن ملء عدة مناصب عليا في المجلس التشريعي الفلسطيني. (بي بي سي) - - صوت مجلس النواب الأمريكي على وقف المعونات الأمريكية المباشرة إلى السلطة الفلسطينية مادامت حركة حماس تدعو إلى تدمير إسرائيل. (بي بي سي) |     |       |      |      |
| 16 فبراير 2006 (الخميس) | عدل | تاريخ | راقب | تصفح |

| 16 فبراير 2006 (الخميس) | عدل | تاريخ | راقب | تصفح |

| \| 17 فبراير 2006 (الجمعة) \| عدل \| تاريخ \| راقب \| تصفح \| |     |       |      |      |
| - - تسعة أشخاص على الأقل قتلوا وجرح 55 بعد أن حاول متظاهرون اقتحام القنصلية الإيطالية في بنغازي (ليبيا) ضمن الاحتجاجات على الرسوم الكاريكاتيرية المسيئة للنبي محمد. (رويترز) - - خبراء البحث عثروا على حطام العبارة السلام 98 التي غرقت في البحر الاحمر في 2 فبراير 2006 (بي بي سي) - كوفي عنان الامين العام للامم المتحدة يدعم تقرير اصدرته المنظمة الدولية يناشد واشنطن باغلاق معتقل جوانتانامو فورا. (بي بي سي) - - ادعاءات بوجود فرق موت تابعة لوزارة الداخلية العراقية تستهدف المواطنين السنة (بي بي سي) (الجزيرة نت) - - محكمة بلجيكية تدين ثلاثة عشر رجل بالانتماء إلى جماعة إسلامية لها صلة بالهجمات الإرهابية في مدريد وفي الدار البيضاء بالمغرب (بي بي سي) - - ولاية ميكلينبورغ-فوربومرن الألمانية تكتشف عشر إصابات بين الطيور بفيروس إنفلونزا الطيور H5N1 (الجزيرة نت) - - ولاية بادن-فورتمبيرغ الألمانية تقاطع قناة الجزيرة الفضائية. (الجزيرة نت) - تقرير لمنظمة "أوكسفام" ان الصومال تمر بأسوأ موسم للجفاف يمر على البلاد منذ أربعين عاما، وان بعض الصوماليين بدؤوا يموتون عطشا. (بي بي سي) - وصل إلي القاهرة اليوم الجمعة وفد يمثل الكنائس الأنجيلية والبروتستانتية الدنماركية برئاسة كريستين نيسان أسقف كوبنهاغن، في زيارة لمصر تستغرق ثلاثة أيام، لتقديم الاعتذار وإعلان تضامنهم مع جموع المسلمين في استنكار الرسوم المسيئة إلي الرسول صلي الله عليه وسلم التي نشرتها صحيفة دانماركية. (الإسلام اليوم) |     |       |      |      |
| 17 فبراير 2006 (الجمعة) | عدل | تاريخ | راقب | تصفح |

| 17 فبراير 2006 (الجمعة) | عدل | تاريخ | راقب | تصفح |

| \| 18 فبراير 2006 (السبت) \| عدل \| تاريخ \| راقب \| تصفح \| |     |       |      |      |
| - - تحطم مروحيتين أمريكيتين كانت تحملا عدد من المارينز قرب ساحل جيبوتي. وقد تم إنقاذ اثنان من الجرحى فيما اعتبر الآخرون في عداد المفقودين. (رويترز) - اعلن متحدث باسم الحكومة المصرية اليوم الجمعة رصد أولى حالات اصابة دواجن بانفلونزا الطيور التي يسببها فيروس "اتش5 ان1" في مصر. واوضح المتحدث مجدي راضي في بيان قرأه عبر التلفزيون المصري انه تم رصد ست حالات في منطقة القاهرة الكبرى وحالة واحدة في المنيا التي تبعد 350 كلم عن القاهرة جنوبا. (Deutsche Welle ) - أعلنت وزارة الخارجية الأميركية عن خطة لدعم المعارضة السورية بنحو خمسة ملايين يورو، تقول واشنطن: إنها تنوي ـ بهذا التمويل ـ تسريع عملية الإصلاح في سوريا. (إذاعة هولند الدولية) - طلب برلوسكوني من وزير الإصلاحات المؤسساتية روبرتو كالديرولي الجمعة بالاستقالة بعدما ارتدى قميصا يحمل الصور الكاريكاتورية التي اثارت ازمة بين العالم الإسلامي والغرب، مما يعتقد أنه أسهم في تعرض القنصلية الإيطالية في مدينة بنغازي الليبية إلى الهجوم. (بي بي سي) |     |       |      |      |
| 18 فبراير 2006 (السبت) | عدل | تاريخ | راقب | تصفح |

| 18 فبراير 2006 (السبت) | عدل | تاريخ | راقب | تصفح |

| \| 19 فبراير 2006 (الأحد) \| عدل \| تاريخ \| راقب \| تصفح \| |     |       |      |      |
| - رشحت قيادة حركة المقاومة الإسلامية حماس اليوم رسميا إسماعيل هنية لترأس الحكومة الفلسطينية القادمة. (بي بي سي) - ضبطت الشرطة البرتغالية ما قالت إنها أكبر كمية كوكايين تصادر في دولة أوروبية مرة واحدة. (بي بي سي) |     |       |      |      |
| 19 فبراير 2006 (الأحد) | عدل | تاريخ | راقب | تصفح |

| 19 فبراير 2006 (الأحد) | عدل | تاريخ | راقب | تصفح |

| \| 20 فبراير 2006 (الإثنين) \| عدل \| تاريخ \| راقب \| تصفح \| |     |       |      |      |
| - تسجيل صوتي يبدو أنه لأسامة بن لادن زعيم تنظيم القاعدة، يتهم القوات الأمريكية بارتكاب "أعمال بربرية" في العراق كتلك التي ارتكبها صدام حسين. (بي بي سي) - أعلنت قوة التدخل البحري الفرنسية في تولون (جنوب) أن حاملة الطائرات النووية الفرنسية (شارل ديغول) تستعد للقيام بمهمة «زهرة العشاق 06» لمدة ثلاثة أشهر في الشرق الأوسط وفي المحيط الهندي وفي مناطق غير بعيدة عن إيران.(الرياض) - حكمت محكمة في النمسا بالسجن لمدة ثلاثة أعوام على المؤرخ البريطاني ديفيد إيرفينغ بعد إقراره بتهمة إنكار المحرقة النازية ضد اليهود خلال الحرب العالمية الثانية. (بي بي سي) |     |       |      |      |
| 20 فبراير 2006 (الإثنين) | عدل | تاريخ | راقب | تصفح |

| 20 فبراير 2006 (الإثنين) | عدل | تاريخ | راقب | تصفح |

| \| 21 فبراير 2006 (الثلاثاء) \| عدل \| تاريخ \| راقب \| تصفح \| |     |       |      |      |
| - رايس تبدأ جولة بالشرق الأوسط في مصر وتستمر لخمسة أيام وتهدف فيها لجمع تأييد عربي من مصر والسعودية خصوصا ضد إيران وحركة حماس. (بي بي سي) - البابا بنديكت السادس عشر يدعو إلى احترام الأديان وتجنب الاساءة إلى مشاعر المؤمنين في رده على الرسوم المسيئة للمسلمين، وتجنب العنف. (بي بي سي) - السلطات الأرجنتينية قامت بترحيل صربي يدعى ميلان لوكيتش يشتبه في صلته بارتكاب جرائم حرب في البوسنة كانت قد اعتقلته العام الماضي إلى لاهاي في هولندا للمثول أمام محكمة جرائم الحرب الدولية.(بي بي سي) |     |       |      |      |
| 21 فبراير 2006 (الثلاثاء) | عدل | تاريخ | راقب | تصفح |

| 21 فبراير 2006 (الثلاثاء) | عدل | تاريخ | راقب | تصفح |

| \| 22 فبراير 2006 (الأربعاء) \| عدل \| تاريخ \| راقب \| تصفح \| |     |       |      |      |
| - تسبب انفجار قنبلة في العراق عن إلحاق أضرارا كبيرة بمقام يعتبر من أهم المزارات لدى المسلمين الشيعة، مما أسفر عن مظاهرات خارجه. وقد وقع الانفجار في وقت مبكر صباحا وأصاب مقام الإمام علي الهادي في سامراء، التي تبعد 90 كيلومترا شمالي بغداد. (بي بي سي) - السستاني يدعو إلى التظاهر السلمي احتجاجا على التفجير، والحداد سبعة ايام. - إبراهيم الجعفري يعلن الحداد ثلاثة ايام. - عبد العزيز الحكيم يستنكر التفجير والحداد سبعة ايام. - اعلن مصدر في الحزب الإسلامي العراقي في العراق عن وقوع اعتداءات ضد ثلاثة مساجد سنية في بغداد الاربعاء بعد الهجوم الذي تعرض له بمقام الإمام علي الهادي. (فرانس برس) - اتهم رجل الدين الشيعي مقتدى الصدر متشددين من العرب السنة بالهجوم على الضريح وتوعد بالثأر. (رويتر) - تعقد لجنة القوات المسلحة بمجلس الشيوخ الأمريكي اجتماعا اليوم مع مسؤولي الحكومة الأمريكية. وإلى ذلك، طلب رئيس مجلس النواب من الرئيس الأمريكي، جورج بوش، وقف الصفقة التي تسمح لشركة موانئ دبي العالمية بإدارة موانيء أمريكية، وعن مخاوف النواب التي تتعلق بالإرهاب. (سي إن إن) |     |       |      |      |
| 22 فبراير 2006 (الأربعاء) | عدل | تاريخ | راقب | تصفح |

| 22 فبراير 2006 (الأربعاء) | عدل | تاريخ | راقب | تصفح |

| \| 23 فبراير 2006 (الخميس) \| عدل \| تاريخ \| راقب \| تصفح \| |     |       |      |      |
| - اعلنت الشرطة العراقية الخميس العثور على جثث ثلاثة صحافيين عراقيين يعملون لقناة العربية الفضائية بعد خطفهم بالقرب من مدينة سامراء، الصحافيين الثلاثة هم اطوار بهجت مراسلة القناة وعدنان عبد الله المصور وخالد محسن مهندس الصوت. (فرانس برس) (العربية) - قالت الشرطة العراقية إنه تم العثور على جثث 50 شخصا قتلوا بالرصاص ليلة الأربعاء الخميس في العاصمة بغداد، وقد قاطعت جبهة التوافق العراقية محادثات دعا إليها الرئيس العراقي جلال الطالباني الخميس لتهدئة التوتر السائد. (بي بي سي) - حكمت محكمة يابانية ـ اليوم الخميس ـ على فوساكو شيغينوبو، مؤسسة الجيش الأحمر الياباني، بالسجن عشرين عامًا؛ لإقدامها على تنظيم عملية خطف رهائن في سفارة فرنسا بلاهاي عام 1974. (اذاعة هولندا الدولية) - المحامي الإسرائيلي إرفين شاهار طلب من ألمانيا الإدعاء على الرئيس الإيراني محمود أحمدي نجاد بتهمة إنكار المحرقة. (بي بي سي) - أكدت الشرطة العراقية ان مجموعة مسلحة اختطفت 11 كانوا معتقلين في سجن في البصرة جنوب العراق بتهمة الإرهاب من بينهم مصريين وسعوديين وقتلت عشرة منهم مساء أمس الأربعاء. (الرياض) - قال مسؤولون بالشرطة والجيش يوم الخميس انه عثر على 40 جثة على الاقل في موقع واحد إلى الجنوب مباشرة من بغداد. (رويتر) |     |       |      |      |
| 23 فبراير 2006 (الخميس) | عدل | تاريخ | راقب | تصفح |

| 23 فبراير 2006 (الخميس) | عدل | تاريخ | راقب | تصفح |

| \| 24 فبراير 2006 (الجمعة) \| عدل \| تاريخ \| راقب \| تصفح \| |     |       |      |      |
| - اعلنت الحكومة العراقية في بيان صادر عن رئيسها إبراهيم الجعفري ان حظر التجول فرض الجمعة حتى الساعة 16,00 (13,00 تغ) في بغداد إضافة إلى ثلاث محافظات عراقية أخرى. (فرانس برس) - اعلنت الشرطة العراقية ان سيارة مفخخة انفجرت ليلة الخميس الجمعة على مقربة من مسجد في البصرة جنوب العراق ما أدى إلى وقوع جريحين في حين قتل في حادثين منفصلين مؤذن شيعي وامام جامع سني. (فرانس برس) - وجد فريق من العلماء عند بعض مرضى سرطان البروستاتا فيروسا لم يكن يعرف الا عند الفئران، وقد يكون سبب الاصابة بهذا النوع من السرطان. (بي بي سي) - قتل مسلحان فلسطينيان صباح يوم الجمعة في جنوب قطاع غزة، حسبما أفادت مصادر طبية فلسطينية (بي بي سي) - اعترف مخبر سويسري جنده جهاز المخابرات الداخلي للتجسس على المركز الإسلامي في جنيف وعلى مديره هاني رمضان بأنه اعتنق الديانة الإسلامية. (سويس إنفوا) - كشف اتحاد الحريات المدنية الأمريكية عن وثائق جديدة تؤكد استمرار التعذيب وإساءة معاملة المعتقلين في معتقل جوانتانامو، الذي تحتجز فيه المئات ممن يشتبه في انتمائهم لتنظيم القاعدة. (الإسلام اليوم) |     |       |      |      |
| 24 فبراير 2006 (الجمعة) | عدل | تاريخ | راقب | تصفح |

| 24 فبراير 2006 (الجمعة) | عدل | تاريخ | راقب | تصفح |

| \| 25 فبراير 2006 (السبت) \| عدل \| تاريخ \| راقب \| تصفح \| |     |       |      |      |
| - - تواصلت اعمال العنف الطائفي التي يشهدها العراق التي اعقبت تفجير مزار شيعي في مدينة سامراء ومنها انفجار سيارة مفخخة في كربلاء وهجوم يستهدف منزل حارث الضاري وإطلاق نار على جنازة اطوار بهجت. (ميدل ايست اونلاين) - - تبنى تنظيم القاعدة في السعودية هجوما بسيارة مفخخة احبطته السلطات السعودية امس الجمعة على منشآت النفط في مدينة ابقيق شرق السعودية. (ميدل ايست اونلاين) - - تواصل العنف الطائفي في نيجيريا حيث قتل ما يزيد عن مائة وخمسين شخصا وأحرقت عدة كنائس ومتاجر الجمعة في بلدتي كونتاغورا وبوتيسكوم في الشمال، وإينوغو في الجنوب الشرقي. ولا يزال نحو عشرة آلاف مسلم لاجئين في ملاجئ تابعة للجيش في جنوبي شرقي أونيتشا. (بي بي سي) |     |       |      |      |
| 25 فبراير 2006 (السبت) | عدل | تاريخ | راقب | تصفح |

| 25 فبراير 2006 (السبت) | عدل | تاريخ | راقب | تصفح |

| \| 26 فبراير 2006 (الأحد) \| عدل \| تاريخ \| راقب \| تصفح \| |     |       |      |      |
| - - قتل جنديان أميركيان في انفجار عبوة ناسفة استهدف دوريتهما لدى مرورها بإحدى الطرق غربي العاصمة بغداد. وبذلك يرتفع عدد القتلى الأميركيين منذ غزو العراق في مارس 2003 إلى 2291 بمن فيهم العاملون الأميركيون مع هذه القوات. (الجزيرة.نت} - - أعلن مصدر رسمي في تونس أن الرئيس التونسي زين العابدين بن علي أصدر عفوا عن 1700 سجين من المساجين وذلك بالإفراج عن البعض وبتخفيض مدة العقوبة بالنسبة للآخرين وتمكين عدد اخر من المساجين بالسراح الشرطي. (بي بي سي) - - خرج عشرات الآلاف من المتظاهرين في شوارع العاصمة الأسبانية مدريد يطالبون الحكومة بعدم التفاوض حول اتفاق سلام مع منظمة ايتا الانفصالية في إقليم الباسك. (بي بي سي) - - وفاة ما لا يقل عن خمسة أشخاص وجرح العشرات في تمرد بسجن بوليشارخي في ضواحي العاصمة الأفغانية قاده 1300 سجين ربعهم من طالبان والقاعدة (الجزيرة نت) - - أفرج القضاء الفرنسي عن السوري زهير محمد الصديق والموقوف على ذمة التحقيق في اغتيال رئيس الحكومة اللبناني الأسبق رفيق الحريري، ورفضت تسليمه إلى لبنان بسبب غياب الضمانات بعدم تطبيق عقوبة الإعدام في حقه. (الجزيرة نت) - انفلونزا الطيور تظهر في سويسرا ومزيد من الاصابات في ألمانيا ورومانيا وفرنسا. (العربية) |     |       |      |      |
| 26 فبراير 2006 (الأحد) | عدل | تاريخ | راقب | تصفح |

| 26 فبراير 2006 (الأحد) | عدل | تاريخ | راقب | تصفح |

| \| 27 فبراير 2006 (الإثنين) \| عدل \| تاريخ \| راقب \| تصفح \| |     |       |      |      |
| - مدير عام الوكالة الدولية للطاقة الذرية محمد البرادعي يقول ان إيران تقوم بتوسيع عمليات التخصيب النووي، وانها لم تتعاون بشكل كامل مع الوكالة، وانه لا يمكن الجزم حتى الآن بان برنامجها النووي سلمي. (بي بي سي العربية) - أعدمت اليمن رميا بالرصاص قاتل المبشرين المسيحيين الأمريكيين الثلاثة عام 2002، وذلك بعد يوم من موافقة الرئيس علي عبد الله صالح على الحكم. (بي بي سي العربية) - الرئيس العراقي السابق صدام حسين يضطر لتعليق الإضراب عن الطعام الذي كان مستمرا منذ أحد عشر يوما احتجاجا على أسلوب سير محاكمة صدام حسين. (سي إن إن العربية) - أنفلونزا الطيور يضرب دولة النيجر ثاني دولة في القارة السمراء بعد نيجيريا. (سي إن إن العربية) |     |       |      |      |
| 27 فبراير 2006 (الإثنين) | عدل | تاريخ | راقب | تصفح |

| 27 فبراير 2006 (الإثنين) | عدل | تاريخ | راقب | تصفح |

| \| 28 فبراير 2006 (الثلاثاء) \| عدل \| تاريخ \| راقب \| تصفح \| |     |       |      |      |
| - - مقتل 23 مدنيا في الهند بتفجير شاحنتين. (بي بي سي العربية) - - أستمرار أعمال العنف في العراق وتفجير قنبلة في قبر والد الرئيس العراقي السابق صدام حسين في اليوم الذي تستأنف فيه جلسات محاكمة صدام حسين. (بي بي سي العربية) - - ضمّ دافيد الجمّالي الفرنسي من المهاجرين التونسيين لصفوف منتخب تونس لكرة القدم يثير جدلا ضمن اعدادات الفريق للمشاركة في بطولة كأس العالم لكرة القدم 2006. (سي إن إن العربية) - - مقتل زعيم تنظيم القاعدة في السعودية بالاشتباكات التي جرت بين الأمن ومطلوبين شرق العاصمة الرياض (الجزيرة نت) - - اختتام الاتحاد البرلماني العربي أعمال مؤتمره الثاني عشر في الأردن (الجزيرة نت) - - الجيش الأميركي يعلن أن حوالي ثلث سجناء معتقل جوانتانامو سينقلون إلى دولهم. (الجزيرة نت) - إنفلونزا الطيور تنتقل للقطط في ألمانيا وتصل السويد (الجزيرة نت) (بي بي سي) - - المحكمة العليا في بريطانيا تجمد تنفيذ توقيف عمدة لندن كين ليفنغستون عن العمل بسبب تشبيهه صحفيا يهوديا بحارس معسكر اعتقال نازي (الجزيرة نت) - الجنة الآن يقتحم بثقة منافسات الأوسكار مع اعتراض إسرائيل (الجزيرة نت) - اليمن تعدم قاتل ثلاثة مبشرين أمريكيين (بي بي سي) - - غرق نحو 30 لاجئا صوماليا قبالة سواحل اليمن (بي بي سي) - - المؤرخ البريطاني المسجون ديفد إيرفينغ يؤكد للمرة الثانية إنه لا يعتقد أن هتلر كان قد أشرف شخصياً على محاولة منظمة لإبادة اليهود في أوروبا. (بي بي سي) |     |       |      |      |
| 28 فبراير 2006 (الثلاثاء) | عدل | تاريخ | راقب | تصفح |

| 28 فبراير 2006 (الثلاثاء) | عدل | تاريخ | راقب | تصفح |